# Monnina cacumina
Monnina cacumina är en jungfrulinsväxtart som beskrevs av Nicholas Edward Brown. Monnina cacumina ingår i släktet Monnina och familjen jungfrulinsväxter. Inga underarter finns listade i Catalogue of Life.